# Leucania littoralis
Leucania littoralis är en fjärilsart som beskrevs av Curtis 1827. Leucania littoralis ingår i släktet Leucania och familjen nattflyn. Inga underarter finns listade i Catalogue of Life.